# Viča (Lučani)
Pour les articles homonymes, voir Viča.
Viča (en serbe cyrillique : Вича) est un village de Serbie situé dans la municipalité de Lučani, district de Moravica. Au recensement de 2011, il comptait 964 habitants.

## Démographie

### Évolution historique de la population
| 1948  | 1953  | 1961  | 1971  | 1981  | 1991  | 2002  | 2011 |
| ----- | ----- | ----- | ----- | ----- | ----- | ----- | ---- |
| 2 101 | 2 172 | 2 100 | 1 901 | 1 685 | 1 389 | 1 225 | 964  |

|  |